# Ильино (Татарстан)
Ильино — деревня в Высокогорском районе Татарстана. Входит в состав Усадского сельского поселения.

## География
Находится в северо-западной части Татарстана на расстоянии приблизительно 4 км на север по прямой от районного центра поселка Высокая Гора у речки Казанка.

## История
Основана в начале 1920-х годов.

## Население
Постоянных жителей было: в 1926 году — 22, в 1938 — 27, в 1949—256, в 1958—254, в 1970—282, в 1989—229, 244 в 2002 году (русские 39 %, татары 45 %), 252 в 2010.